# Matèria orgànica

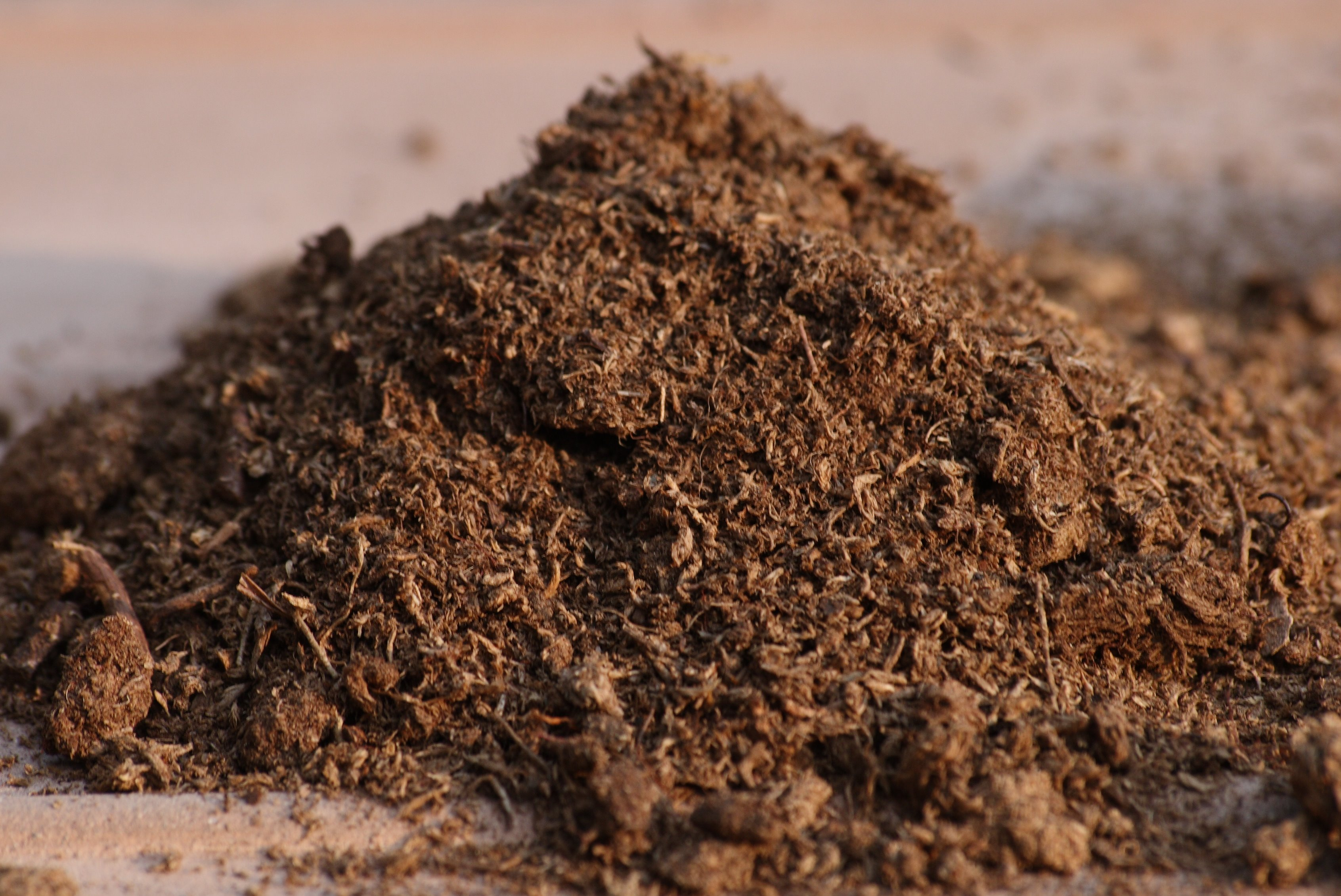
Més de la meitat del pes de la torba és matèria orgànica

Matèria orgànica (Biologia, Ecologia) és la matèria o substància que prové d’éssers vius. Matèria formada per estructures i teixits procedents d'organismes animals o vegetals, vius o morts, que requereixen la intervenció de microorganismes per a la seva descomposició. També ho és el material orgànic producte de la degradació i els compostos orgànics (molècules orgàniques).

Cicle de la matèria orgànica. Mineralització i humificació (en francès)

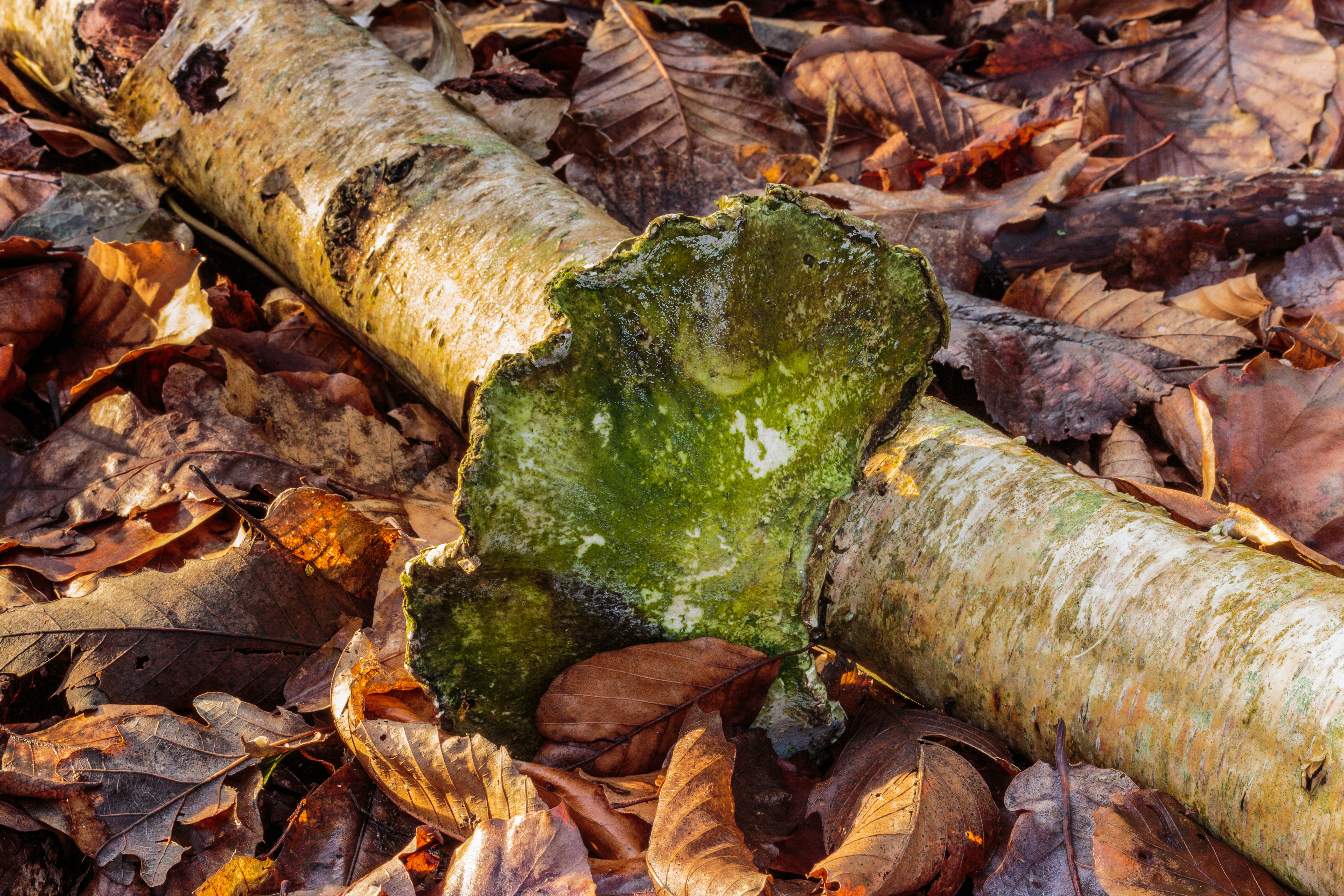
Matèria orgànica. Bolet de bedoll (Piptoporus betulinus) sobre una branca morta.

La matèria orgànica, es refereix a la suma de totes les fonts de compostos d'estructura carbònica que existeixen en medis naturals, transformats o artificials, tant terrestres com aquàtics. Aquesta matèria prové de les restes d'organismes vius com ara bacteris, fongs, algues, plàncton i animals. Les restes són cadàvers, excrecions i productes de detoxificació metabòlica. Per tant, la matèria orgànica en el medi es pot trobar en estat sòlid o en dissolució aquosa.
Les molècules orgàniques també poden ser formades a través de reaccions químiques en l'exterior d'éssers vius.
Les estructures bàsiques, més abundants i duradores són les provinents de la cel·lulosa, tanins, lignina, cutina, quitina combinades amb altres tipus de macromolècules proteiques, lipídiques o glucídiques. La matèria orgànica resulta molt important en el moviment de nutrients en el medi i té un paper important en la retenció d'aigua en la superfície sòlida del planeta.

## Molècules orgàniques
En un organisme viu hi ha aproximadament un 70% d’aigua. La resta de cada organisme està compost per molècules orgàniques, que són necessàries per a la vida a la Terra. Els enllaços covalents entre els àtoms de carboni i d’hidrogen formen la base de les molècules orgàniques. Altres elements constituents de la matèria viva (bioelements) com l'oxigen, el nitrogen i el fòsfor tenen un paper clau en els processos vitals modificant l'estructura i les propietats químiques de les molècules orgàniques.
Tot organisme viu depèn del conjunt de molècules orgàniques que componen la seva estructura i proporcionen les funcions de la vida. Les molècules orgàniques anomenades biomolècules creen cèl·lules vives en ensamblar-se en membranes cel·lulars, formen estructures internes i emmagatzemen i relacionen informació genètica. Les biomolècules també realitzen les activitats necessàries per créixer, desenvolupar-se i reproduir les cèl·lules.

## Matèria orgànica del sòl
El sòl està compost de minerals, aire, aigua i matèria orgànica a més d'organismes vius. La matèria orgànica en el sòl és originada per les plantes i els animals. Per exemple en un bosc, la fullaraca i la matèria llenyosa cau al terra del bosc. A aquest material s'anomena: material orgànic. Quan aquest material orgànic es degrada fins al punt que se'l pot identificar visualment s'anomena: matèria orgànica del sòl.
Quan la matèria orgànica es transforma en substàncies húmiques estables que resisteixen la posterior descomposició rep el nom d'humus. És la matèria orgànica que s’ha transformat respecte dels éssers vius que constituïa i s'ha incorporat a la fracció de la matèria orgànica del sòl després d'un procés d'humificació.

### Descomposició aeròbica
Procés bioquímic que consisteix en la transformació dels compostos orgànics del sòl per l'acció microbiana amb consum d’oxigen (O2) i producció de diòxid de carboni (CO2). Els compostos finals alliberats són sals minerals i compostos orgànics més simples que els inicials, que es poden reorganitzar durant la humificació. Constitueix una part important del cicle del carboni i és el resultat de la respiració heterotròfica.

### Descomposició anaeròbica (fermentació)
Procés metabòlic redox que ocorre sense presència d’oxigen, és a dir, en condicions anaeròbiques, mitjançant el qual un substrat orgànic es transforma en productes amb el mateix grau d’oxidació mitjà que els reactants de partida, pel fet d’actuar simultàniament com a donador i com a acceptor d’electrons. L'energia produïda és molt inferior que en la respiració. La fermentació de la matèria orgànica pot donar lloc a la formació de productes amb efectes fitotòxics, com ara l’àcid acètic, que resulta més tòxic a valors de pH baixos, ja que aleshores és lipofílic i soluble en els components lipídics de les membranes de les arrels de les plantes. També pot produir l'emissió de biogasos amb efecte d’hivernacle, com el metà (CH4).

### Diagènesi de la matèria orgànica
Primer estadi de maduració de la matèria orgànica dels sediments, que comprèn les transformacions tantost com s’ha produït el dipòsit. Les accions biològiques, especialment les que es desenvolupen per sota els 30 °C, produeixen la degradació de la matèria orgànica i la formació dels anomenats gasos precoços, sobretot del metà biogènic o biometà, alhora que hi ha una forta compactació del sediment i expulsió d’aigua.
Les primeres reaccions químiques són afavorides per l’acció catalítica d’alguns minerals, especialment de la montmoril·lonita i de la dolomita, i amb això disminueix ràpidament la relació O/C del querogen (bàsicament la del tipus III) i es genera aigua, CO2, metà i età, formacions de compostos heteroatòmics, com les resines i els asfaltens.
Durant la diagènesi, però, es mantenen inalterats, o amb modificacions menors, alguns compostos originals, anomenats fòssils geoquímics (en proporcions molt baixes de 10 a 100 ppmm) i que tenen un gran interès geoquímic per a definir els ambients deposicionals. La diagènesi és limitada per l’índex de reflectància de la vitrinita de <0,5 % i la temperatura inferior als 5060 °C. Per damunt d’aquests valors s’entra a l'etapa següent de maduració anomenada catagènesi. La diagènesi dels carbons ateny l'estadi dels lignits lluents, i el límit de la matèria volàtil és > 45 %.

## Matèria orgànica en l'aigua
L'aigua en ecosistemes naturals conté organismes vius, organismes morts en descomposició gradual i defecacions. La matèria orgànica de gran pes molecular en els cossos d'aigua cau cap al fons per gravetat. En el seu procés de caiguda al qual a vegades hom diu "neu marina" els nutrients de la matèria orgànica van alimentant éssers vius que també hi aporten contribució a la sedimentació. Així en el fons de llacs profunds i oceans es forma una capa de matèria orgànica que pateix una lenta descomposició anaeròbia i continua donant nutrients a éssers vius. L'activitat dels virus respecte els ecosistemes marins és important: Infecten plàncton heteròtrof i autòtrof. També infecten procariotes heteròtrofs en les capes bentòniques. Els virus es comporten com un accelerador del descens dels sediments.
La quantitat de matèria orgànica en l'aigua pot ser un factor de contaminació quan té uns valors fora d'intervals desitjables. Durant tot el cicle natural de l'aigua, hom pot trobar matèria orgànica. En el cicle urbà de l'aigua la quantitat de matèria orgànica de l'aigua de consum és un factor controlat, ja que un alt contingut en matèria orgànica pot augmentar el risc d'infeccions en la població consumidora d'aigua potable. Una vegada es fa servir l'aigua a la llar o certes indústries alimentàries o que treballen amb cadàvers, la quantitat de matèria en suspensió o solució és tan gran que cal el servei de plantes de tractament d'aigües residuals per tornar el nivell a valors acceptables.

## Biomassa
La biomassa és orgànica i està feta de materials que provenen d’organismes vius, com ara plantes i animals. Hi ha dues accepcions (les més comunes) de biomassa.
El terme biomassa s'utilitzà originàriament en l'àmbit de l'ecologia i l'estudi ecològic dels ecosistemes naturals, per a referir-se al total dels organismes vius existents en una comunitat o en un ecosistema, mesurats com a massa, a la qual sovint tambe s'hi sumava la matèria orgànica no viva, utilitzable com a font d'energia i necessària per a l'activitat biològica.
La biomassa, en l'àmbit de la tecnologia de les fonts d'energia renovables, és la matèria orgànica d'origen vegetal o animal, que pot ser utilitzada com a font d'energia, ja sigui com a combustible o per altres processos. Els materials de biomassa més comuns que s’utilitzen per a l'energia són les plantes, la fusta i els residus. S’anomenen matèries primeres de biomassa. L'energia de la biomassa també pot ser una font d’energia no renovable.

## Teoria del vitalisme
L'actualment abandonada teoria del vitalisme, anomenava com "orgànic" a tot el que té a veure amb organismes vius i atribuïa una força especial a la vida tot creient que era l'única capaç de crear substàncies orgàniques. Amb la síntesi abiòtica (inorgànica) de la urea per Friedrich Wöhler el 1828 aquesta teoria va començar a ser molt qüestionada.